# Pastura, New Mexico
Pastura, New Mexico (енгл. Pastura) насељено је место без административног статуса у америчкој савезној држави Њу Мексико.

## Демографија
По попису из 2010. године број становника је 23.
| Група             | 2000.    | 2010.      |
| Белци             | 0 (0,0%) | 4 (17,4%)  |
| Афроамериканци    | 0 (0,0%) | 0 (0,0%)   |
| Азијати           | 0 (0,0%) | 0 (0,0%)   |
| Хиспаноамериканци | 0 (0,0%) | 19 (82,6%) |
| Укупно            | 0        | 23         |